# Coon Island Township
Coon Island Township est un township du comté de Butler dans le Missouri, aux États-Unis,. En 2000, sa population s'élève à 219 habitants.

## Source de la traduction
- (en) Cet article est partiellement ou en totalité issu de l’article de Wikipédia en anglais intitulé « Coon Island Township, Butler County, Missouri » (voir la liste des auteurs).